# 망우당공원
망우당공원(忘憂堂公園) 또는 망우공원(忘憂公園)은 대구광역시 동구 효목1동과 수성구 만촌1동에 걸쳐 있는 공원이다. 대구광역시의 동쪽 관문에 자리잡고 있다. 임진왜란 때 전국 최초로 의병을 일으키며 큰 전공을 세운 곽재우 장군의 호로 공원명을 지었다. 공원 내에 동촌유원지, 아양아트센터, 대구지방기상청이 있다.

곽재우장군상

망우공원

## 곽재우
곽재우(郭再祐) 장군은 임진왜란이 일어나자 전국 최초로 의병을 일으켰으며 신출귀몰한 전략을 펴 큰 공을 세웠다. 당시 장군은 붉은 복장에 백마를 탄 모습으로 전장에 나타나곤 해서 홍의장군이라는 별명을 얻었다. 공원 내에는 말을 타고 장검을 찬 곽재우 장군의 동상이 세워져 있으며, 동상 가까이에 망우당 기념관을 지어 장군의 유품을 보관해 두고 있다.

## 영남제일관
영남제일관(嶺南第一關, 大邱邑城南門)은 조선 시대(1591년)에 축조된 대구읍성의 남문(현 약전골목=남성로)이다. 1906년 철거된 것을 1980년 옛 모습을 찾아 이곳에 중건해 놓았다. 인터불고호텔 인근에 있다.

## 조양회관
《대구 효목동 조양회관》((大邱 孝睦洞 朝陽會館)은 대구권 독립운동의 대표적 유적지로 대한민국의 등록문화재 제5호이다. 조양회관은 3.1운동 이후 일본의 식민지 정책으로 회유되기 쉬운 민중을 깨우치고 민족 혼을 심기 위해 청년들을 대상으로 민족의식을 일깨웠던 공간으로 1922년 10월 서상일이 대신동(현 달성공원 앞)에 건립한 것을 1984년 망우당공원 내에 이전 복원하였다. 붉은 벽돌로 지은 2층 건물로 '조양'이란 이름에는 '조선의 빛'이라는 뜻이 담겨 있다. 시내버스 종점은 조양회관 인근에 있으나, 유일한 망우당공원 착발노선인 651번이 반야월로 기종점을 이전하면서 현재는 택시 전용 대기장으로 쓰이고 있다.

## 같이 보기
- 곽재우
- 대구읍성
- 광복회
- 대구지방기상청
- 아양아트센터